# Mistrzostwa Świata Juniorów w Narciarstwie Alpejskim 1982
1. Mistrzostwa świata juniorów w narciarstwie alpejskim odbyły się w dniach 4 marca - 7 marca 1982 r. we francuskim Auron w regionie Prowansja-Alpy-Lazurowe Wybrzeże. Rozegrano po 4 konkurencje dla kobiet i mężczyzn. W klasyfikacji medalowej triumfowała reprezentacja Austrii, której zawodnicy zdobyli też najwięcej medali, dziewięć, w tym 2 złote, 4 srebrne i 3 brązowe. 

## Wyniki
| Pozycja | Zawodnik           | Narodowość | Czas    |
| ------- | ------------------ | ---------- | ------- |
|         | Franck Piccard     | Francja    | 1:36,11 |
|         | Harald Krenn       | Austria    | 1:36,80 |
|         | Guido Hinterseer   | Austria    | 1:37,23 |
| 4.      | Walter Hölzler     | RFN        | 1:37,29 |
| 5.      | Günther Mader      | Austria    | 1:37,63 |
| 6.      | Michael Plöchinger | Szwajcaria | 1:37,65 |

| Pozycja | Zawodniczka       | Narodowość | Czas    |
| ------- | ----------------- | ---------- | ------- |
|         | Catherine Quittet | Francja    | 1:40,53 |
|         | Chantal Hudry     | Francja    | 1:40,66 |
|         | Carole Merle      | Francja    | 1:40,81 |
| 4.      | Sylvia Eder       | Austria    | 1:41,21 |
| 5.      | Hélène Barbier    | Francja    | 1:41,22 |
| 6.      | Sigrid Wolf       | Austria    | 1:41,84 |

| Pozycja | Zawodnik         | Narodowość | Czas    |
| ------- | ---------------- | ---------- | ------- |
|         | Günther Mader    | Austria    | 2:24,67 |
|         | Guido Hinterseer | Austria    | 2:25,06 |
|         | Johan Wallner    | Szwecja    | 2:25,99 |
| 4.      | Rok Petrovič     | Jugosławia | 2:26,32 |
| 5.      | Tomaž Čižman     | Jugosławia | 2:27,49 |
| 6.      | Jürgen Grabher   | Austria    | 2:27,55 |

| Pozycja | Zawodniczka          | Narodowość | Czas    |
| ------- | -------------------- | ---------- | ------- |
|         | Michaela Gerg        | RFN        | 2:35,82 |
|         | Andreja Leskovšek    | Jugosławia | 2:36,79 |
|         | Linda Rocchetti      | Włochy     | 2:36,88 |
| 4.      | Corinne Schmidhauser | Szwajcaria | 2:38,24 |
| 5.      | Sonja Stotz          | RFN        | 2:39,09 |
| 6.      | Catherine Quittet    | Francja    | 2:39,19 |

| Pozycja | Zawodnik         | Narodowość | Czas    |
| ------- | ---------------- | ---------- | ------- |
|         | Johan Wallner    | Szwecja    | 1:27,89 |
|         | Oswald Tötsch    | Włochy     | 1:28,66 |
|         | Guido Hinterseer | Austria    | 1:28,78 |
| 4.      | Uroš Peternel    | Jugosławia | 1:29,14 |
| 5.      | Tomaž Čižman     | Jugosławia | 1:29,57 |
| 6.      | Mats Ericson     | Szwecja    | 1:29,91 |

| Pozycja | Zawodniczka       | Narodowość | Czas    |
| ------- | ----------------- | ---------- | ------- |
|         | Andreja Leskovšek | Jugosławia | 1:18,95 |
|         | Monika Hess       | Szwajcaria | 1:19,12 |
|         | Alexandra Probst  | Austria    | 1:19,36 |
|         | Minna Pelkonen    | Finlandia  | 1:19,36 |
| 5.      | Paoletta Magoni   | Włochy     | 1:19,56 |
| 5.      | Alenka Mavec      | Jugosławia | 1:20,02 |

| Pozycja | Zawodnik         | Narodowość | Punkty |
| ------- | ---------------- | ---------- | ------ |
|         | Guido Hinterseer | Austria    |        |
|         | Jürgen Grabher   | Austria    |        |
|         | Tomaž Čižman     | Jugosławia |        |
| 4.      | Uroš Peternel    | Jugosławia |        |
| 5.      | Konrad Walk      | Austria    |        |
| 6.      | Christophe Berra | Szwajcaria |        |

| Pozycja | Zawodniczka       | Narodowość | Punkty |
| ------- | ----------------- | ---------- | ------ |
|         | Paoletta Magoni   | Włochy     |        |
|         | Sylvia Eder       | Austria    |        |
|         | Linda Rocchetti   | Włochy     |        |
| 4.      | Andreja Leskovšek | Jugosławia |        |
| 5.      | Sigrid Wolf       | Austria    |        |
| 5.      | Anne Berge        | Norwegia   |        |

## Klasyfikacja medalowa
| Miejsce | Państwo    |   |   |   | złoto · srebro · brąz |
| ------- | ---------- | - | - | - | --------------------- |
| 1.      | Austria    | 2 | 4 | 3 | 9                     |
| 2.      | Francja    | 2 | 1 | 1 | 4                     |
| 3.      | Włochy     | 1 | 1 | 2 | 4                     |
| 4.      | Jugosławia | 1 | 1 | 1 | 3                     |
| 5.      | Szwecja    | 1 | 0 | 1 | 2                     |
| 6.      | RFN        | 1 | 0 | 0 | 1                     |
| 7.      | Szwajcaria | 0 | 1 | 0 | 1                     |
| 8.      | Finlandia  | 0 | 0 | 1 | 1                     |